# Dean Wade
Dean Jackson Wade (Wichita, 20 novembre 1996) è un cestista statunitense.

## Statistiche

### NCAA
| Anno      | Squadra      | PG  | PT  | MP   | TC%  | 3P%  | TL%  | RP  | AP  | PRP | SP  | PP   |
| --------- | ------------ | --- | --- | ---- | ---- | ---- | ---- | --- | --- | --- | --- | ---- |
| 2015-2016 | KSU Wildcats | 33  | 31  | 26,4 | 43,4 | 29,2 | 65,6 | 5,1 | 1,1 | 0,6 | 0,5 | 9,9  |
| 2016-2017 | KSU Wildcats | 35  | 35  | 28,0 | 49,6 | 40,2 | 66,3 | 4,5 | 1,8 | 0,7 | 0,7 | 9,3  |
| 2017-2018 | KSU Wildcats | 33  | 32  | 32,8 | 55,0 | 44,0 | 75,2 | 6,2 | 2,7 | 1,5 | 0,8 | 16,2 |
| 2018-2019 | KSU Wildcats | 25  | 25  | 30,4 | 49,2 | 41,8 | 78,9 | 6,2 | 2,8 | 0,8 | 0,5 | 12,9 |
| Carriera  | Carriera     | 126 | 123 | 29,3 | 49,8 | 38,6 | 71,1 | 5,4 | 2,1 | 0,9 | 0,6 | 12,0 |

#### Massimi in carriera
- Massimo di punti: 34 vs Iowa State (29 dicembre 2017)[1]
- Massimo di rimbalzi: 16 vs Denver (12 novembre 2018)
- Massimo di assist: 9 vs Iowa State (17 febbraio 2018)
- Massimo di palle rubate: 5 vs Northern Arizona (20 novembre 2017)
- Massimo di stoppate: 4 vs Texas-Austin (21 febbraio 2018)
- Massimo di minuti giocati: 41 vs Texas Christian (8 marzo 2018)

### NBA

#### Regular Season
| Anno      | Squadra             | PG  | PT  | MP   | TC%  | 3P%  | TL%  | RP  | AP  | PRP | SP  | PP  |
| --------- | ------------------- | --- | --- | ---- | ---- | ---- | ---- | --- | --- | --- | --- | --- |
| 2019-2020 | Cleveland Cavaliers | 12  | 0   | 6,0  | 69,2 | 50,0 | 0,0  | 1,6 | 0,2 | 0,2 | 0,3 | 1,7 |
| 2020-2021 | Cleveland Cavaliers | 63  | 19  | 19,2 | 43,1 | 36,6 | 76,9 | 3,4 | 1,2 | 0,6 | 0,3 | 6,0 |
| 2021-2022 | Cleveland Cavaliers | 51  | 28  | 19,2 | 45,6 | 35,9 | 66,7 | 2,9 | 1,0 | 0,6 | 0,1 | 5,3 |
| 2022-2023 | Cleveland Cavaliers | 44  | 13  | 20,3 | 41,2 | 35,4 | 65,2 | 3,4 | 0,8 | 0,6 | 0,5 | 4,7 |
| 2023-2024 | Cleveland Cavaliers | 54  | 32  | 20,5 | 41,4 | 39,1 | 76,9 | 4,0 | 0,8 | 0,7 | 0,5 | 5,4 |
| 2024-2025 | Cleveland Cavaliers | 59  | 30  | 21,2 | 41,3 | 36,0 | 53,3 | 4,2 | 1,3 | 0,7 | 0,3 | 5,4 |
| Carriera  | Carriera            | 283 | 122 | 19,5 | 42,8 | 36,8 | 67,8 | 3,5 | 1,0 | 0,6 | 0,3 | 5,2 |

#### Playoffs
| Anno     | Squadra             | PG | PT | MP   | TC%  | 3P%  | TL% | RP  | AP  | PRP | SP  | PP  |
| -------- | ------------------- | -- | -- | ---- | ---- | ---- | --- | --- | --- | --- | --- | --- |
| 2023     | Cleveland Cavaliers | 2  | 0  | 5,5  | 0,0  | 0,0  | 100 | 1,5 | 0,0 | 0,0 | 0,0 | 1,0 |
| 2024     | Cleveland Cavaliers | 3  | 1  | 21,0 | 30,8 | 30,0 | -   | 2,0 | 1,7 | 0,3 | 0,7 | 3,7 |
| 2025     | Cleveland Cavaliers | 9  | 1  | 15,8 | 33,3 | 21,4 | -   | 4,2 | 0,7 | 0,3 | 0,1 | 1,7 |
| Carriera | Carriera            | 14 | 2  | 15,4 | 31,3 | 24,0 | 100 | 3,4 | 0,8 | 0,3 | 0,2 | 2,0 |

#### Massimi in carriera
- Massimo di punti: 22 vs New York Knicks (30 ottobre 2022)[2]
- Massimo di rimbalzi: 12 (3 volte)
- Massimo di assist: 5 vs Golden State Warriors (18 novembre 2021)
- Massimo di palle rubate: 3 (13 volte)
- Massimo di stoppate: 3 (2 volte)
- Massimo di minuti giocati: 40 vs Golden State Warriors (18 novembre 2021)

### G League
| Anno      | Squadra          | PG | PT | MP   | TC%  | 3P%  | TL%  | RP  | AP  | PRP | SP  | PP   |
| --------- | ---------------- | -- | -- | ---- | ---- | ---- | ---- | --- | --- | --- | --- | ---- |
| 2019-2020 | Cleveland Charge | 30 | 29 | 31,1 | 46,1 | 39,9 | 84,7 | 7,5 | 2,4 | 0,8 | 1,3 | 14,2 |
| Carriera  | Carriera         | 30 | 29 | 31,1 | 46,1 | 39,9 | 84,7 | 7,5 | 2,4 | 0,8 | 1,3 | 14,2 |